# Municipio de Simrishamn
El municipio de Simrishamn (en sueco: Simrishamns kommun) es un municipio de Escania, la provincia más austral de Suecia. Su sede se encuentra en la ciudad de Simrishamn. La creación del municipio actual tuvo lugar durante la última de las dos reformas municipales a nivel nacional llevadas a cabo en Suecia durante la segunda mitad del siglo xx. En 1969, varios municipios rurales circundantes se fusionaron con la ciudad de Simrishamn. La ciudad ampliada se convirtió en un municipio de tipo unitario en 1971 y en 1974 se le agregó más territorio. El número de entidades originales (anteriores a 1952) es veinte.

## Geografía
El paisaje al sur y al oeste de Simrishamn es principalmente tierras de cultivo abiertas y muy planas, en la mayoría de los lugares que se pueden ver durante varias millas en todas las direcciones. Al norte del municipio, el paisaje está dividido por pequeños bosques y colinas suavemente inclinadas. La costa directamente al sur y norte es pedregosa en gran medida. El pintoresco parque nacional de Stenshuvud se encuentra junto a la costa, dentro de las fronteras municipales, y es uno de los lugares geográficamente más fascinantes de Escania.

## Localidades
Hay 13 áreas urbanas (tätort) en el municipio:
| #  | Tätort        | Población |
| -- | ------------- | --------- |
| 1  | Simrishamn    | 6546      |
| 2  | Kivik         | 1013      |
| 3  | Skillinge     | 1005      |
| 4  | Gärsnäs       | 955       |
| 5  | Borrby        | 947       |
| 6  | Hammenhög     | 908       |
| 7  | Sankt Olof    | 640       |
| 8  | Brantevik     | 451       |
| 9  | Östra Tommarp | 279       |
| 10 | Vik           | 264       |
| 11 | Vitaby        | 255       |
| 12 | Baskemölla    | 238       |
| 13 | Simris        | 235       |

## Ciudades hermanas
Simrishamn está hermanado o tiene tratado de cooperación con:
- Barth, Alemania
- Bornholm, Dinamarca
- Kołobrzeg, Polonia
- Palanga, Lituania